# علي فيصل الفياض
علي فيصل فهد الفياض العامري هو سياسي عراقي ولد في بغداد سنة 1963، وهو شقيق السياسي فالح الفياض.
شغل عضوية مجلس النواب العراقي بين عامي 2014-2018، وكذلك عضوا للفترة 2021-2025 عن ائتلاف دولة القانون، وكان عضوا في لجنة النفط والطاقة في المجلس.